# 宮城県道209号上八瀬気仙沼線
宮城県道209号上八瀬気仙沼線（みやぎけんどう209ごう かみやつせけせんぬません）は、気仙沼市を通る宮城県の一般県道である。

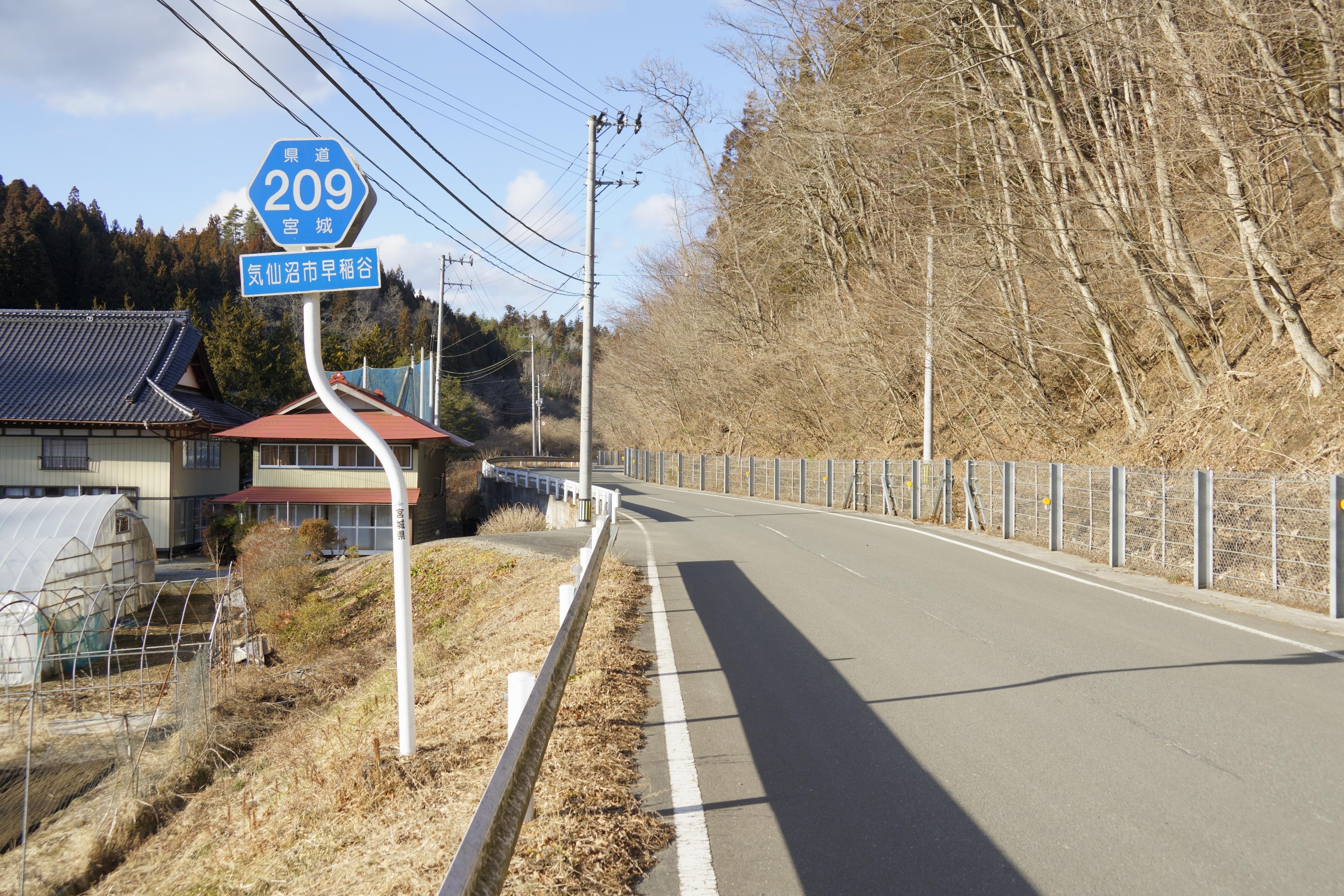
気仙沼市早稲谷地内（2024年2月）

## 概要
- 実延長：10,665.5 m[1]
- 起点：気仙沼市細尾
- 終点：気仙沼市松川（国道284号との交点）

## 通過する自治体
- 宮城県
  - 気仙沼市

## 接続する道路
- 国道284号